# Bencz Mihály
Bencz Mihály (Bácsföldvár, 1913. szeptember 27. – Bácsföldvár, 1970. május 14.) magyar író, költő, műfordító, újságíró. Bencz Boldizsár testvére.

## Élete
Iskoláit Bácsföldváron járta ki.
Eleinte hordárként, szobafestőként, órásként, ékszerészként és napszámosként is dolgozott. 1936-tól a Reggeli Újság és az Új Falu újságírója volt. A második világháború után a Magyar Szó munkatársa, majd több mint tíz évig az Újvidéki Rádió rektora volt.
Költőként indult, majd elbeszéléseket és regényt írt. Költészetének témavilága a bensőséges családi élet, verseit formai műgond jellemzi. Több ifjúsági regényt fordított szerb-horvát nyelvről magyarra.

## Művei
- Mielőtt meghalok (versek, 1936)
- Hárfazúgás (versek, 1960)
- Magasok vándora (regény, 1965)
- Muzsikáló ezüsthúr – ökörnyál. Versek kis és nagy gyermekeknek; szerk., verszene Bencz Arsenović Gabriella; Timp, Topolya, 2009
- Fehér sirály a Gyöngysziget felett; szerk. Mák Ferenc; VMMI, Zenta, 2013 (Délvidéki soroló)

## Külső hivatkozások
- Magyar életrajzi lexikon
- 7 nap[halott link]